# Canutillos de Bilbao
Los canutillos de Bilbao son un postre típico del País Vasco (España).

## Características
Con la masa de hojaldre se hacen unos canutos abiertos por los dos lados. Se rellenan de crema pastelera y se espolvorean con azúcar glas. Se sirven calientes y se suelen acompañar con una natilla líquida o una crema de chocolate. Se recomienda comerlos tibios.

## Ingredientes
Sus ingredientes principales son: hojaldre y crema pastelera